# Randolph M. Pate

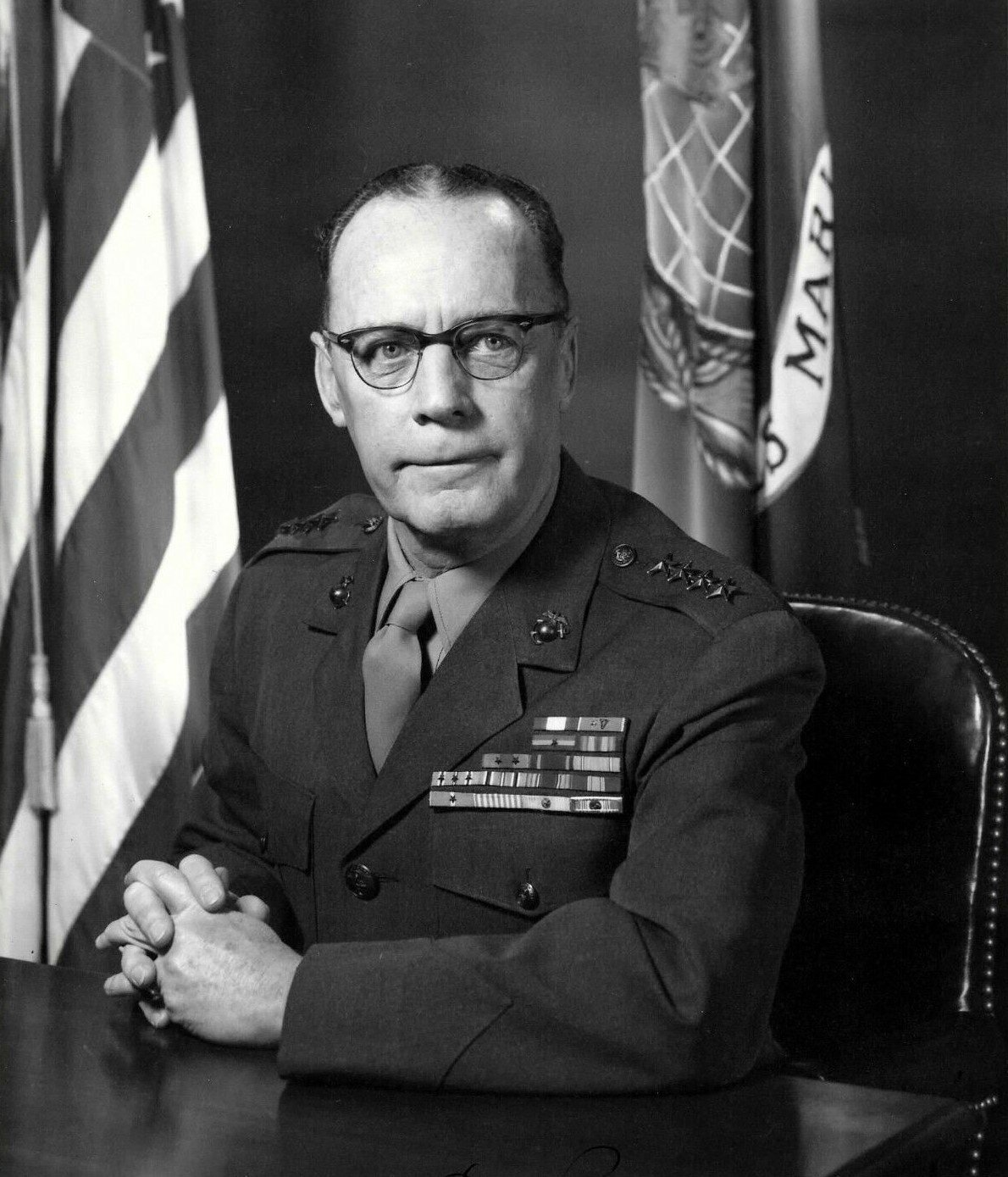
Randolph M. Pate

Randolph McCall Pate (* 11. Februar 1898 in Port Royal, South Carolina; † 31. Juli 1961 in Bethesda, Maryland) war ein General des United States Marine Corps. Während des Zweiten Weltkrieges war er im Rahmen des Pazifikkrieges in der Schlacht um Guadalcanal Logistikoffizier der 1. US-Marineinfanteriedivision. Als stellvertretender Stabschef der Fleet Marine Force Pazifik, war er maßgeblich am Erfolg der Landungen auf den Palau-Inseln, Iwo Jima und Okinawa beteiligt. Zu Beginn der 1950er befehligte er die 2. US-Marineinfanteriedivision und die am koreanischen Kriegsschauplatz kämpfende 1. Marineinfanteriedivision. Von 1956 bis 1959 war er der 21. Commandant of the Marine Corps.

## Leben

### Frühe Jahre
Randolph McCall Pate kam am 11. Februar 1898 in Port Royal im Bundesstaat South Carolina zur Welt. Nach einer kurzen Dienstzeit in der US Army, ging er 1918 an das Virginia Military Institute in Lexington, Virginia, das er im Juni 1921 mit dem Bachelor of Arts abschloss. Im September desselben Jahres wurde er als Second Lieutenant in die Reserve des US Marine Corps aufgenommen, bevor er im darauffolgenden Mai in den regulären Dienst gestellt wurde.

### Zwischenkriegszeit und Zweiter Weltkrieg

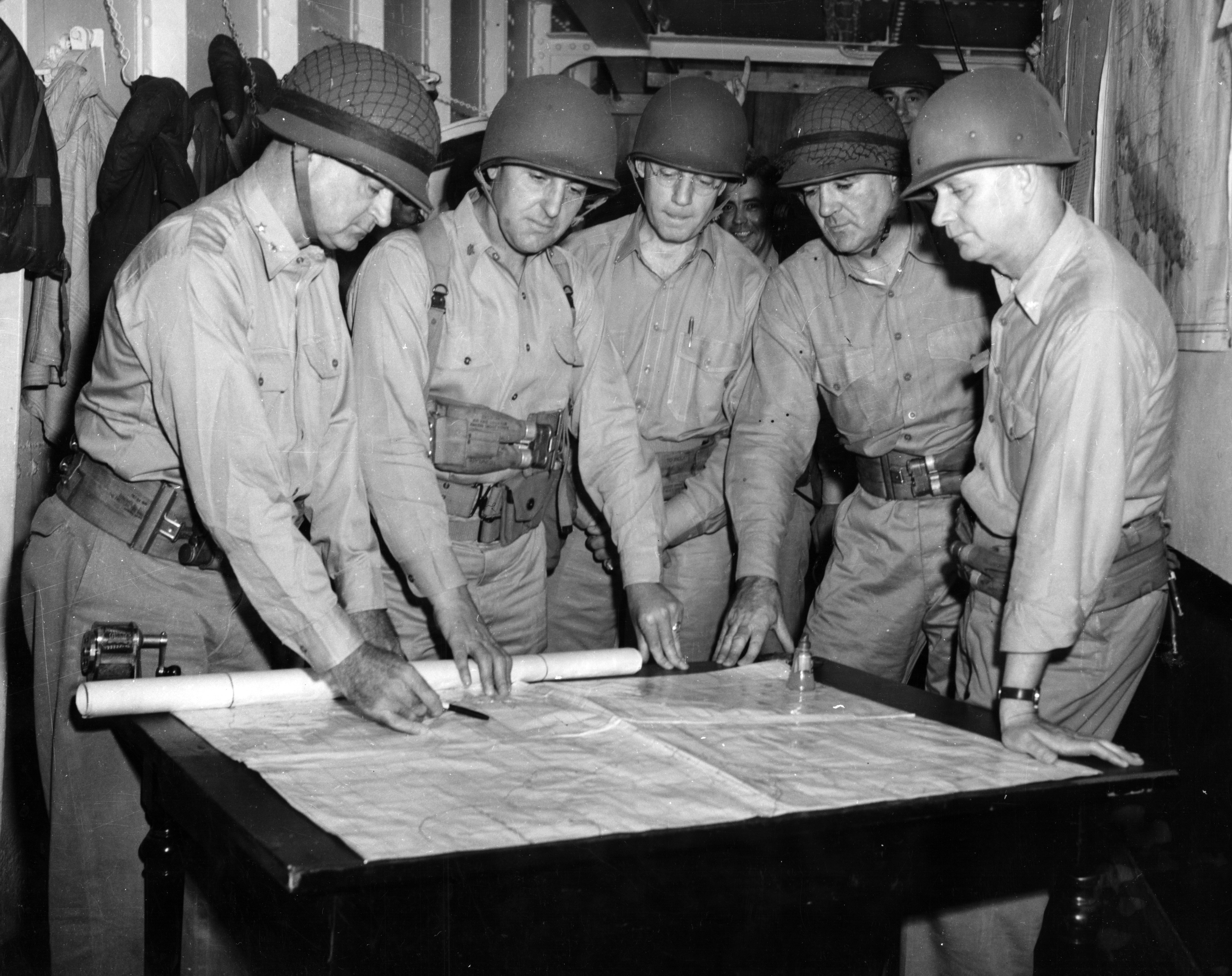
LtCol Randolph Pate (Mitte) als Logistikoffizier im Stab der 1. US-Marinedivision unter MajGen Alexander Vandegrift (links) an Bord des Transportschiffes McCawley (APA-4). Die weiteren Offiziere sind LtCol Gerald C. Thomas (Operation, 2. v.l.), LtCol Frank G. Goettge (Nachrichten, 2. v.r.) und Col William Capers James (Stabschef, rechts)

In den nächsten Jahren wurde Pate auf zahlreichen Posten in den Vereinigten Staaten und Hawaii eingesetzt, unterbrochen von Auslandsaufenthalten in Santo Domingo, Dominikanische Republik, in den Jahren 1923 und 1924. Nach seiner Beförderung zum First Lieutenant im September 1926 wurde er im folgenden Jahr nach China zum 4. US-Marineinfanterieregiment, den sogenannten China Marines, versetzt, wo er bis 1929 blieb. Im November 1934 wurde er zum Captain, im Oktober 1938 zum Major befördert. Im Frühjahr 1939 wurde er in den Stab der 1. US-Marineinfanteriebrigade unter General Holland M. Smith versetzt. Mit den Hauptverantwortlichkeitsbereichen Versorgung und Logistik verblieb Pate die nächsten Monate in dem zur 1. US-Marineinfanteriedivision aufgestockten Verband in den Marine Barracks New River im US-Bundesstaat North Carolina und wurde im Januar 1942 zum Lieutenant Colonel befördert. Mit dem Ausbruch des Pazifikkrieges und dem damit verbundenen US-amerikanischen Kriegseintritt in den Zweiten Weltkrieg war Pate maßgeblich an den Planungen der Salomonen-Operationen beteiligt und bewies sich als fähiger Offizier in der kritischen Phase der Schlacht um Guadalcanal. Die nächsten Monate versah er diverse Dienste am damaligen Kriegsschauplatz und wurde im Dezember 1943 zum Colonel befördert. 
Von September 1944 bis November 1945 war Pate der stellvertretende Stabschef der Fleet Marine Force Pazifik, wobei die amphibischen Landungen auf den Palau-Inseln, Iwo Jima und Okinawa in sein Aufgabengebiet fielen. Für diese außerordentliche Leistung erhielt er vom Kommandierenden General der FMF Holland Smith die Legion of Merit.

### Nachkriegszeit und Koreakrieg

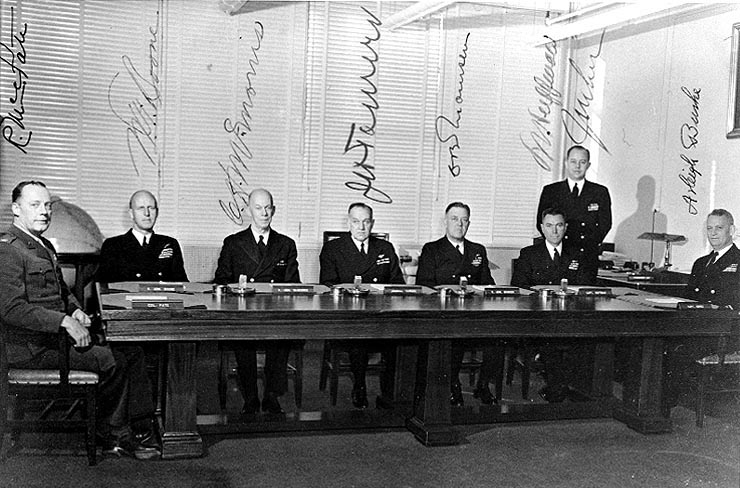
Der Hauptausschuss der US Navy im Dezember 1947: (von links) Col Randolph Pate, USMC; Rear Admiral Walter F. Boone, USN; Vice Admiral Charles McMorris, USN; Admiral John Towers, USN; Rear Admiral Charles Momsen, USN; Captain Huffman, USN; Commander Lee, USN, and Captain Arleigh Burke, USN

Nach seiner Rückkehr in die Vereinigten Staaten im Januar 1946 wurde Pate Direktor der Abteilung für Reserveangelegenheiten im Hauptquartier des Marine Corps in Washington, D.C. Im darauffolgenden Jahr übernahm Pate einen Posten im Marine-Hauptausschuss des Marineministeriums, bevor er im Juli 1948 zum Stabschef der in Quantico, Virginia, beheimateten Marine Corps Schools ernannt wurde. Im September des Folgejahres erhielt Pate die Beförderung zum Brigadier General und den Direktorposten des in Quantico befindlichen Marine Corps Educational Center. Im Juli 1951 wurde er in das Büro der Joint Chiefs of Staff versetzt und mit dem Posten des stellvertretenden Direktors der Logistikabteilung betraut. In den folgenden Monaten wurde Pate zusätzlich Chef der Reservestreitkräfte des US Marine Corps. Im August 1952 erhielt er die Beförderung zum Major General und übernahm das Kommando über die in Camp Lejeune ansässige 2. US-Marineinfanteriedivision. Am seit 1950 laufenden Koreakrieg, nahm Pate ab Juni 1953 teil, da er zum Kommandierenden General der dort kämpfenden 1. US-Marineinfanteriedivision ernannt wurde.
Im darauffolgenden Juli kehrte Pate nach Washington, D.C. zurück, wo er Assistent von General Lemuel C. Shepherd, Jr., dem damaligen Commandant of the Marine Corps, und Stabschef wurde. Diese zwei Posten und den Rang eines Lieutenant Generals hatte er die nächsten anderthalb Jahre inne.

### Commandant of the Marine Corps und Ruhestand
Mit dem 1. Januar 1956 wurde der nunmehrige General Pate selbst Commandant of the Marine Corps. Nach vier Jahren im Amt wurde er am 31. Dezember 1959 in den Ruhestand versetzt.
Nach kurzer Krankheit verstarb Randolph Pate am 31. Juli 1961 im National Naval Medical Center in Bethesda, Maryland, und wurde am 3. August mit militärischen Ehren auf dem Nationalfriedhof Arlington beigesetzt. Er hinterließ seine am 2. Juli 1926 angetraute Ehefrau Mary Elizabeth Bunting Pate (* 4. Juli 1899; † 31. Dezember 1975), die nach ihrem Tod im selben Grab die letzte Ruhe fand.

## Auszeichnungen
Auswahl der Dekorationen, sortiert in Anlehnung der Order of Precedence of Military Awards:
- Navy Distinguished Service Medal
- Army Distinguished Service Medal
- Legion of Merit (2 ×)
- Purple Heart
- Navy Unit Commendation
- National Defense Service Medal
- Korean Service Medal (2 ×)